# のぐちとしかず
のぐち としかず（1993年 - ）は、日本の作曲家、編曲家、オーケストレーター。

## 経歴

### 生い立ち
東京都墨田区に生まれる。オーディオマニアの父の影響を受け、幼少からポップス音楽に親しむ。次第に映画音楽やゲーム音楽にも興味を示し始め、ジョンウィリアムズや近藤浩治に憧れを持つ。

### 中学〜高校時代
聖学院中学・高等学校に入学。レッドツェッペリンの影響を受けギターを始め、大友健に師事。バンドを結成し、作曲を始める。

### 大学時代①
高等学校卒業後ゲーム音楽作曲家を志し、昭和音楽大学音楽学部作曲学科サウンドプロデュースコースに入学。ギターを稲葉政裕に師事。劇団スカッシュのドラマ「Blue」のオープニング・エンディング音楽を担当する。
しかし1年次の冬に父が病死し、後を継ぐ予定であった叔母も精神的な病気に罹患してしまったため、急遽父の会社の後を継ぐために昭和音楽大学を中退する。

### 大学時代②
2年半ほど就業した頃叔母の病気が改善したため再びゲーム音楽作曲家を志し、作曲を彦坂恭人に師事。東京音楽大学作曲指揮専攻映画・放送音楽コースに入学。フルーケストラ編成の自作曲を4曲発表し、他にもゲーム音楽のフルオーケストラアレンジの演奏会を自主企画するなど、意欲的に発表活動を行う。作曲を堀井勝美、藤原豊、糀場富美子、山下康介、小野昭彦、小六禮次郎、三枝成彰に師事。

## 作品

### 映画
- 劇場版　人生いろいろ
- 占いゲーム
- SPELL〜呪われたら、終わり〜　第1章
- SPELL〜呪われたら、終わり〜　第2章

### ドラマ
- 劇団スカッシュ「Blue」　オープニング・エンディング
- 寺西一浩ドラマ　人生いろいろ　特番
- アイドルだった俺が、配達員になった。

### CM
- LOB SALTZMAN[2]

### 卒業制作
- The Legend of RANDOLPH